# Așezare

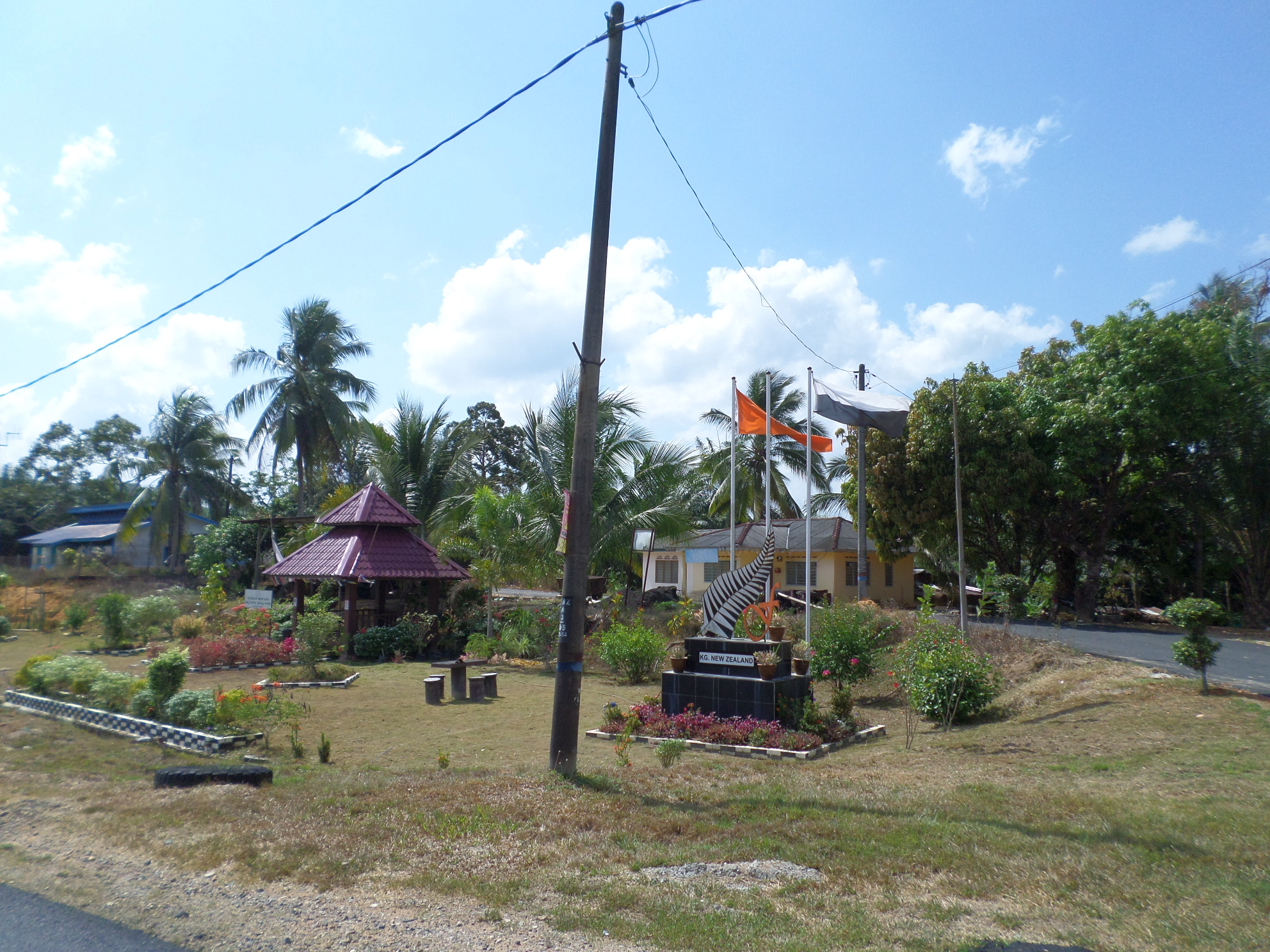
Așezare în Pahang

Așezarea este un loc unde s-a așezat sau s-a stabilit cineva; locuință, casă. Prin extindere, așezarea este un grup de locuințe, de construcții care alcătuiesc un mediu de viață umană.
Definiția unei așezări rurale depinde de țară. În general, așezările umane sunt rurale și reprezintă sate, cătune și ferme, dar pot include chiar și orașe din mediul rural. În mod tradițional, așezările rurale au fost asociate cu agricultura. În timpurile moderne au fost dezvoltate alte tipuri de comunități rurale.